# Der Bär kletterte über den Berg

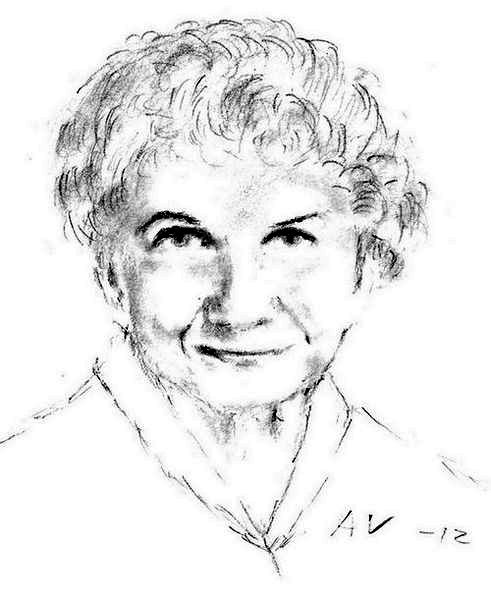
Alice Munro, Nobelpreis für Literatur 2013

Der Bär kletterte über den Berg (im Original The Bear Came Over the Mountain) ist eine Kurzgeschichte der kanadischen Schriftstellerin Alice Munro, die in einer kürzeren Fassung erstmals 1999 veröffentlicht wurde. Besonders häufig beziehen sich Kommentatoren auf ihren Titel und ihren Schluss. Sarah Polley verfilmte die Vorlage 2006 im Spielfilm An ihrer Seite.
Die Geschichte handelt von einem älteren Ehepaar namens Fiona und Grant. Die an Demenz erkrankte Fiona wird in ein Pflegeheim eingewiesen. Nachdem er sie dreißig Tage nicht mehr hat sehen können, muss Grant, der in früheren Jahren wiederholt fremdgegangen ist, nun erleben, dass seine Frau ihn kaum noch zu erkennen scheint und sich einem Mitbewohner zugewendet hat.
Der Bär kletterte über den Berg zählt zu den meistpublizierten Werken der Autorin. In der Sammlung Hateship, Friendship, Courtship, Loveship, Marriage (2001) hat die Story in englischer Sprache einen Umfang von 49 Seiten.

## Handlung
Für Fiona und Grant, die seit fast 50 Jahren verheiratet sind, beginnt eine neue Phase in ihrer Beziehung, als Fiona wegen zunehmender geistiger Verwirrung in ein Pflegeheim eingewiesen wird. In den ersten dreißig Tagen ist kein Besuch gestattet. Danach ist sich Grant nicht sicher, ob seine Frau ihn überhaupt noch wiedererkennt. Sie zeigt nur wenig Interesse für seine Besuche und hat sich ihrem Mitbewohner Aubrey zugewandt. Als dieser von seiner Ehefrau Marian aus finanziellen Gründen wieder nach Hause geholt wird, leidet Fiona so stark unter der Trennung, dass ihr die Bettlägerigkeit droht. Grant sucht den Kontakt zu Marian, die Treffen ihres Mannes mit Fiona zwar nicht zustimmt, doch Interesse an Grant zeigt, der bereits zuvor mehrere außereheliche Affären hatte und sich mit Marian verabredet. Als Grant Fiona beim nächsten Besuch mit der Anwesenheit Aubreys überraschen will, erkennt diese ihren Mann zum ersten Mal wieder.
Die Zusammenfassung im New Yorker beginnt so: Eine Kurzgeschichte, die in Kanada spielt, über einen alternden ehemaligen Universitätsprofessor, Grant, der seine Ehefrau, Fiona, in ein Pflegeheim bringen muss, nachdem ihr Erinnerungsvermögen sie verlässt …

## Figuren
| - Fiona - Eltern von Fiona - Grant - Eltern von Grant - „foreigner“/„she said he was a Visigoth“ und „two or three interns“ (die Fiona in ihrer Jugend umwarben) - „German soldiers“ (Grant) - Arzt - „Women of his“ (Grant) - Polizist - Mr. Farquar, Nachbar von Fiona und Grant, den sie im Pflegeheim Meadowlake besucht haben - Jacqui Adams, Geliebte von Grant - Kristy, Pflegerin in Meadowlake - „some friends“ (von Fiona in Meadowlake, laut Kristy) - „if anybody phoned“, „not close neighbors but people who lived around the countryside“ - „one of his colleagues“, „husband and father“, „such shenanigans“, „he had in fact married one of those girls“ (in Grants Traum) - „a girl he had not thought of in a while“ whom „he had parted from decently“ (in Grants Traum) | - „the roommate“, „a latent lesbian“ (die in Grants Traum den Brief schreibt) - „Everybody“ („was waiting there for him to teach a class“) (in Grants Traum) - „a flock of cold-eyed young women“ (in Grants Traum) - „a girl“ that „had suffered from a bad crush on him“ (Grant sagt es Fiona) - „so many women so suddenly became available“ (in Grants Erinnerung) - „a very disconsolate woman“ (in Meadowlake) - „another woman“ (in Meadowlake) - Aubrey, „the man she sat closest to“ (Grant sieht Fiona) - „all the players at the table“ (in Meadowlake) - Phoebe Hart, Freundin von Fiona - „the coffee woman“ (in Meadowlake) - „one tough old stick“ (Pflegerin in Meadowlake) - Marian, Aubreys Ehefrau - „her sister“ (Marian) - „Saturday visitors“ - Sohn von Marian - Ehefrau des Sohnes von Marian |

## Analyse
„Der Bär kletterte über den Berg“ hat in der Fassung von 2001 einen Umfang von 49 Seiten und besteht aus 27 Abschnitten. Die kürzesten Abschnitte machen nicht mehr als eine halbe Seite aus. Der längste Abschnitt ist 7,5 Seiten lang. In ihm wird geschildert, wie Grant Marian seinen ersten Besuch abstattet.
In diesem Text gehe es um das Verhältnis von Erinnerung, Treue und Anpassung: wie Auffassungen von Treue sich an veränderte Bedingungen anpassen können, meint Robert McGill in einem Beitrag von 2008.
Ihren Ehemann, der sie ein Leben lang betrogen hat, irritiert Fiona damit, dass sie sich im Pflegeheim in einen anderen verliebt. Der Stoff ist für Munro insofern charakteristisch, als das Ausbrechen aus dem eigenen Lebenskonzept kühne Momente aufzeigt, die bestürzen. In diesem Fall geht es um verdrängte Schuldgefühle, die heimlich weiterwirken, und um Beziehungen, die Rätsel aufgeben. Das wird unsentimental erzählt, heißt es in der Verlagsmeldung zur deutschsprachigen Hörbuch-Ausgabe aus dem Jahr 2005.
Sentimental gelesen hat Markus Gasser 2011 vor allem das Ende der Story. Er meint, dass es sich bei Fiona und Grant um ein Paar handelt, bei dem die Alzheimerkrankheit keine Trennung verursachen kann. Wer am Ende dieser Story weine und gleichzeitig lächele, könne kein schlechter Mensch sein.
Das Ende dieser Story sei ungewöhnlich, weil Alice Munro normalerweise mit einem Satz ende, der Unsicherheit signalisiere und in dem keine Lösung in Sicht sei. Hier handele es sich aber um eine Erklärung jener aufrichtigen Liebe, die Grant immer für Fiona gefühlt habe, schreibt Ruth Scarr im Oktober 2011 in ihrem Review in The Times Literary Supplement. „This simple assertion places his commitment to her beyond the laws of probability, the ravages of irrationality, contingency, or circumstance.“
Nach vielen Täuschungen gegenüber Fiona, die er gekonnt gemanagt habe, bleibe Grant sich treu, indem er Fiona zugesteht, nun ihrerseits untreu zu sein, und zwar auf selbstlose Art, meint Héliane Ventura 2010. Allerdings gebe es am Ende der Story eine unerwartete Wendung: Fiona ist geistig voll präsent und ruiniert Grants Pläne mit ihrer Hoffnung, das Pflegeheim wieder zu verlassen.
Es gehe in dieser Erzählung um psychische und physische Traumatisierungen einzelner Personen und welche gesellschaftlichen Auswirkungen diese Beeinträchtigungen auf die Beziehung zweier Familien haben, die einander kaum kennen. Dabei spiele eine große Rolle, dass Grant und Fiona keine Kinder hätten, also keine Familienbande pflegen, argumentiert Mohammad Shahidul Islam Chowdhury in einem Beitrag von 2011.
Während die Handlung in der Grammatik des konventionellen Realismus vonstattengehe, würde Munro auf der formalen Ebene eine eigene Grammatik erfinden, meint James Wood 2013 in The New Yorker. Er sieht zum einen ironische Symmetrien am Werk, insofern Grant, der Schürzenjäger, nun genau mithilfe dieser Gewohnheit versuche, seiner Ehefrau im Pflegeheim die Anwesenheit ihres neuen Gefährten zu erhalten, damit sie weiterhin untreu bleiben könne. Zum anderen werde die Story mit großer formaler Freiheit unsentimental erzählt, indem eine Menge an Lebensgeschichte knapp skizziert werde und das über große Zeitspannen hinweg, zum Beispiel in den ersten beiden Abschnitten, wo im Nu mehrere Jahrzehnte vergangen sind. Wood weist auch auf ein Beispiel für Munros versteckten Humor hin, den er in der Eröffnung findet. Dort werde geschildert, wie Fionas Vater, in seinem beruflichen Umfeld berühmt, zuhause die linken politischen Tiraden der Gäste seiner Frau mit einem abwesenden Lächeln kommentiere.
Hier werde mit großer Zurückhaltung erzählt und aus der Perspektive von Grant, so dass der Leser nicht viel über Fionas Tun erfahre, was aber einer der Gründe dafür sei, warum die Story auf meisterhafte Art bewegend, lustig, zerbrechlich, komplex und geheimnisvoll sei. Fiona behalte ihre Würde und Schönheit und das sehe auch Grant, obwohl er den emotionalen IQ einer Mücke habe. Er entwickele sich spät, doch er entwickle sich.
In dieser Geschichte gebe es erstaunliche Kunststücke im Handel mit emotionaler Ware, und Sex werde durch Grant als ein entscheidendes Element eingesetzt, so Margaret Atwood 2013 in The Guardian, in ihrem Statement zum Nobelpreis für Alice Munro. Wie ein geschickter Verkäufer setze Grant Sex als Spielgeld zum Feilschen ein, als er erreichen will, dass Marian ihren Ehemann wieder zu Fiona bringt, womit er zu verhindern versucht, dass Fiona nur mehr als Patientin in die zweite, geschlossene Etage des Pflegeheims verlegt wird.
Außergewöhnlich, meint Martin Gaiser 2005, seien die feinen Beobachtungen bezüglich der Gedanken und Gefühle, die von alltäglichen Dingen und Handlungen ausgelöst werden können. Die Außen- und die Innenwelt der Figur Grant würden sich aneinander reiben. Zu diesem Schluss gelangt er aufgrund eines Vergleichs von Alice Munro: Eine Geschichte sei weniger eine Straße, sondern ein Haus, in dessen Räumen man sich bewege und dabei deren Verbindungen zueinander entdecke. Auch die Außenwelt verändere sich, wenn man sie durch Fenster des Hauses wahrnehme. Das Lesen dieser Geschichte sei wie ein Wandern durch eine erzählerische Architektur, die so kunstvoll ist, dass man deren Konstruiertheit nicht merkt.
Last but not least stellt Jonathan Franzen fest, dass Munros Short Stories noch schwieriger zusammenzufassen sind als die anderer Autoren. Er probiert am Beispiel dieses Werks aus, warum. Franzen gibt zunächst eine Zusammenfassung wie sie nahezu überall zu lesen ist: Fiona mit Alzheimer im Anfangsstadium hat sich nach 30 Tagen im Pflegeheim einen anderen „Boyfriend“ gesucht und erkennt ihren Ehemann nicht wieder. Anschließend beobachtet Franzen sich selbst und analysiert, als Teil seines Reviews des darauffolgenden Munro-Bandes, Runaway, für The New York Times im November 2004, was er als charakteristisch für Munro ansieht. Erstens sei Grant selbst jahrelang fremdgegangen und werde jetzt selbst betrogen. Zweitens, stellt Franzen fest, wolle er hier weitererzählen, was als Nächstes passiert. Und dass er an dieser Stelle erkennt, dass die knappe Zusammenfassung lediglich ein Vorspann sei für die große Szene der Erzählung, in der Grant die Ehefrau des „Boyfriends“ besucht. Und drittens, dass hier sein Versuch einer kurzen Zusammenfassung komplett danebengehe, denn es müsse die großartige Szene beschrieben werden und eigentlich sei es am besten, den Text in Gänze zu zitieren, um dem Werk gerecht zu werden. Nämlich den Dingen in den Dingen („things within things“): wie bei Munro alles zusammenspiele, Klasse und Moral, Begehren und Treue, Charakter und Schicksal – und wie viele der Persönlichkeitaspekte von Grant inzwischen von Munro zutage gefördert worden seien. Wie man allen Figuren vergeben müsse und keine verdammen könne. Denn sonst würde man die noch so geringen Wahrscheinlichkeiten übersehen, dass sich neue Möglichkeiten ergeben. Seinen analeptisch eingebetteten Review dieses Werks beendet Franzen damit, dass dies ja lediglich eine von Munros Erzählungen sei und es im Band Runaway sogar noch bessere gebe als diese: gewagtere, blutigere, tiefgründigere und weiter gefasste.

## Titel: Welcher Bär? Welcher Berg?
Im englischen Sprachraum gibt es ein bekanntes Kinderlied, „The Bear Went/Climbed Over the Mountain“, in dem ein Bär über den Berg (und einen Fluss) geht/klettert. Auf der anderen Seite findet er: die andere Seite.
Catherine Sustana merkt dazu an, dass Munro ein Wort im Titel ihrer Kurzgeschichte verändert hat, indem sie aus der allgemein gängigen Version „The Bear Went …“ („Der Bär ging …“) ein „The Bear Came …“ („Der Bär kam …“) gemacht hat. „Kam“ suggeriert die Perspektive, dass der Leser bereits auf der anderen Seite ist, nämlich wie die beiden Hauptfiguren Fiona und Grant, die den größten Teil ihres Lebens bereits hinter sich haben. Sustana äußert ferner die Vermutung, dass Munro damit andeuten könnte, dass es auf der anderen Seite der Lebensmitte bergab geht und dass das Altern im Gegensatz zum scheinbaren Nonsense des repetitiven Kinderliedes nicht gerade einfach ist. In dieser Lesart wäre jeder Mensch dieser Bär. Beim Verb „klettern“ im deutschen Titel geht diese Feinheit in der Übersetzung verloren.
Nach einer weiteren Lesart, so Sustana, steht der Bär für Grant. Falls dieser die Absicht gehabt hat, mittels einer weiteren Untreue, diesmal mit Marian, seiner Frau den Gefährten Aubrey wiederzubeschaffen, wäre diese andere Seite des Berges lediglich dieselbe wie diejenige, von der aus der Bär (Grant) losgezogen war.
Der Bär könnte auch für Fiona stehen. Dafür findet Héliane Ventura Anhaltspunkte: Auch sie unternehme eine Reise, und zwar in eine andere Welt namens Meadowlake. Munro setze Wortspiele ein, um die Grenzen zwischen den beiden Welten zu verwischen. Dies geschehe auf der Ebene der fiktionalen Sprache ebenso wie auf der der Realität, wodurch die Grenzen zwischen dem Erleben des Bären und dem Fionas noch weiter aufgelöst würden.

## Entstehungsgeschichte
Alice Munro hat „The Bear Came Over the Mountain“ häufig überarbeitet. Das Werk wurde 1999/2000 zuerst im The New Yorker veröffentlicht und dann 2001 in der Sammlung Hateship, Friendship, Courtship, Loveship, Marriage. Die Version des Werks, die 2013 bei The New Yorker kostenfrei online lesbar gemacht wurde, ist weniger ausgearbeitet als die Fassung in der Printausgabe von 2001.

## Ausgaben
- „The Bear Came Over the Mountain“ wurde zuerst am 27. Dezember 1999 und am 3. Januar 2000 in The New Yorker publiziert und in dieser Version am 21. Oktober 2013 bei The New Yorker kostenfrei online lesbar gemacht (ohne die Kennzeichnung, dass das Werk 1999 in dieser Fassung erstmals publiziert worden ist).
- In einer weiter ausgearbeiteten Fassung ist die Story enthalten in: Hateship, Friendship, Courtship, Loveship, Marriage (2001), außerdem wurde sie aufgenommen in No Love Lost (2003), Carried Away: A Selection of Stories (2006), Alice Munro’s Best: A Selection of Stories (2008) und New Selected Stories (2011).
- Auf Deutsch ist die Version von 2001 enthalten in der Sammlung Himmel und Hölle. Neun Erzählungen. Übersetzung von Heidi Zerning. S. Fischer, Frankfurt am Main 2004, ISBN 3-10-048819-9,
  - sowie in Der Bär kletterte über den Berg. Drei Dreiecksgeschichten (2008), deutsche Übersetzung von Heidi Zerning. Verlag Klaus Wagenbach, Berlin 2008, ISBN 978-3-8031-2593-4
- Als Hörbuch auf Deutsch: Der Bär kletterte über den Berg. Christian Brückner liest aus Himmel und Hölle, Erzählungen. 2 CDs, 120 Minuten. Vorgelesen von Christian Brückner. Regie Waltraut Brückner. Übersetzt aus dem Englischen von Heidi Zerning. Parlando Verlag, Berlin 2005, ISBN 3-935125-45-3. Dieses Hörbuch wurde 2006 in der Kategorie „Beste Interpretation“ für den Deutschen Hörbuchpreis nominiert.

## Versionen

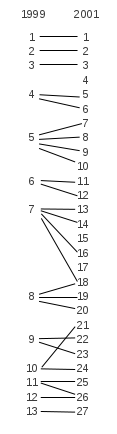
Alice Munro: „The Bear Came Over the Mountain“ (1999 / 2001), Versions-unterschiede nach Abschnitten

Die Zeitschriftenversion von 1999 umfasst 13 Abschnitte, die Buchversion von 2001 hingegen 27 Abschnitte. Von diesen sind einige neu, nämlich die Abschnitte 4, 15 und 17 oder teilweise neu, zum Beispiel der Anfang von Abschnitt 16. Aus dem vorigen Abschnitt 10 wurden die Abschnitte 21 und 24, anders formuliert: In das, was 1999 Abschnitt 10 war, wurde 2001 dasjenige eingeschoben, was zuvor Abschnitt 9 ausgemacht hatte. In einigen Fällen sind Passagen anders auf Abschnitte verteilt worden, zum Beispiel ist das, was in Abschnitt 8 direkt beieinander stand, das Buch mit den Island-Aquarellen betreffend, später in einer anderen Reihenfolge ausgearbeitet (neu ist der Buchkauf in Abschnitt 18) publiziert worden und verteilt auf die Abschnitte 19, 18, 20 und 18 zu finden. Lediglich vier Abschnitte sind in dieser architektonischen Hinsicht unverändert übernommen worden, nämlich die drei Abschnitte zu Beginn der Erzählung sowie der Schlussabschnitt.
An Textstellen, die 1999 schon vorhanden waren und die 2001 überarbeitet publiziert wurden, sind die folgenden zu nennen. In Abschnitt 19 der Buchfassung ist an einem Absatzende ein Satz gestrichen worden und zu Beginn des folgenden Absatzes wird eine Aussage relativiert und etwas Neues eingefügt. „Academic parties, which used to be so predictable, became a minefield. […] Only this time people ran after contagion, and few between sixteen and sixty seemed willing to be left out. That was an exaggeration, of course. [1999]“ Und anschließend: „Fiona was [1999]/appeared to be [2001] quite willing, however. Her mother was dying, […] [2001] … Grant himself did not go overboard.“ Im 27. Abschnitt, kurz vor dem Schluss der Erzählung, vier relevante Änderungen: „You’ve been gone a long time. [2001 an dieser Stelle anstatt weiter unten] ‘Are we all checked out now?’ she said.“ Hier direkt anschließend wurde gestrichen: „He thought the brightness of her voice was wavering a little. ‘You’ve been gone a long time.’“ Zweitens die Stelle kurz darauf: „She stared at Grant [1999] / at him [2001] for a moment, as if waves of wind had come beating into her face. Into her face, into her head, pulling everything into rags. All rags and loose threads. [kursiv von 1999, in Fassung 2001 gestrichen]“, und drittens, etwas später: „‘I’m happy to see you,’ she said, both sweetly and formally. She pinched [1999] / and pulled [2001] his earlobes, hard [1999]“. Viertens sind in der Version von 1999 die letzten Worte in direkter Rede: „He said, ‘Not a chance.’“ und in der Version von 2001 sind sie in freier direkter Rede: „He said, Not a chance.“

## Verfilmung
Basierend auf „The Bear Came Over the Mountain“ entstand unter der Regie von Sarah Polley der kanadische Spielfilm An ihrer Seite aus dem Jahr 2006. Die Rollen des Grant und der Fiona spielten Gordon Pinsent und Julie Christie.

## Sekundärliteratur
- Kim Aubrey: Driving through Munro Country: One Reader’s Journey through Two Short Stories. In: North Dakota Quarterly 73:3, 2006, S. 82–97
- Mohammad Shahidul Islam Chowdhury: Family Bond and Traumatic Pathology in Alice Munro’s “The Bear Came Over the Mountain”. Stamford Journal of English 6, 2011, S. 103–113
- Jonathan Franzen: 'Runaway': Alice's Wonderland, nytimes.com, 14. November 2004. Auch als „Introduction“ im Band Runaway (2004, ca. 12 Seiten) mit dem Titel „What makes you so sure you're not the evil one yourself?“ (Bespricht u. a. „The Bear Came Over the Mountain“)
- Héliane Ventura: The Skald and the Goddess: Reading "The Bear Came over the Mountain" by Alice Munro. Journal of the Short Story in English/Les Cahiers de la nouvelle 55, 2010, S. 173–85
- Agnès Berthin-Scaillet: A Reading of "Away from Her", Sarah Polley’s adaptation of Alice Munro’s short Story "The Bear Came Over the Mountain", Journal of the Short Story in English (JSSE)/Les cahiers de la nouvelle, n° 55, Autumn 2010 ISSN 0294-0442
- Robert McGill: No Nation but Adaptation: "The Bear Came over the Mountain", "Away from Her", and "What It Means to Be Faithful", in: Canadian Literature/Littérature canadienne CanLit, Summer 2008, n° 197 ISSN 0008-4360 S. 98–111 Abstract